# Ga Gomo
Ga Gomo là ga đường sắt trên Tuyến Gyeongbu ở Hàn Quốc.